# Tandbrasen
Tandbrasen (Dentex dentex) er en underart af havrudefamilien (latin: Sparidae).

## Beskrivelse
Den voksne tandbras kan nå en længde på en meter og vægt op til 16 kg. Kroppen er oval og komprimeret.Den voksne er gråblå/rødgrå med lyseblå pletter, mens den unge tandbras har en lidt anderledes brunblå/grønlig-grå fremtoning med blå finner.
Tandbras har en lang rygfinne med stikkende ben, der kan foldes ned i en fure så den er gemt. 
Tænderne er meget udviklede i hver kæbe. For at fange sit bytte har den fire stærke hjørnetænder og et tandsæt uden maletænder. Hjørnetænderne er ikke er farlige for mennesker.

## Biologi
Tandbrasen er et rovdyr der spiser andre fisk, krabber, bløddyr og ikke mindst blæksprutter, som er det foretrukne bytte. Den jager ved at lægge sig på lur og angribe forbipasserende bytte. Den lever for sig selv det meste af året, men under reproduktion lever den i nogle uger i grupper, hvor fuldvoksne tandbraser forbliver sammen to til tre uger i foråret i det varmere vand nær overfladen. Hvad angår reproduktion er nogle unge hermafroditter, men når de vokser får de separate køn. Parringen med ekstern befrugtning finder sted nær kysten, og her ruger larverne tre dage efter lægningen.

## Forekomst
Tandbrasen er almindeligt i Middelhavet, men ses også i Sortehavet og det østlige Atlanterhav; fra de britiske øer til Mauretanien, undertiden op til Senegal og De Kanariske Øer. Den lever i sandede eller stenede steder, fra blot nogle få meter og helt ned til 200 m, dog fortrinsvis på dybder mindre end 50m. Unge er selskabelige og bor i banker nær kysten, mens voksne er enegængere og har tendens til at være dybere.

## Gastronomi
Tandbrasen er blevet testet med henblik på akvakultur og man ser gode muligheder for fremtiden. Tandbrasen er ofte forbrugt inden for den spanske gastronomi og er let at finde på markederne, hvor fisken også kan studeres nærmere i sine farver og anatomi. Den har relativt store og få ben som gør den nem at spise; også de unge fisk. Den er smagsneutral, i det mindste som ung fisk, og man skal endelig fylde den godt med citron og krydderier både udvendigt og indvendigt. Krydderier kan vælges alt efter hvad man foretrækker.